# Орестије Крстић
Орестије Крстић (Александровo, 8. октобар 1894 — 25. јуна 1966) био је српски пилот. Заједно са Александром Дероком и Тадијом Сондермајером остао упамћен као један од утемељивача југословенског ратног и цивилног ваздухопловства.

## Биографија
Рођен је 8. октобра 1894. године у Александрову, селу које је добило име по сину будућег краља Милана. Ту је 1907. године завршио основну школу, а онда га је отац по наговору учитеља, послао у Скопље, гдје је 1915. године завршио гимназију. У посљедњој години гимназије, завршио је ђачки војни рок, а затим као водник средином 1915. отишао у Пирот на даљу обуку. Исте године је као ђак-поднаредник ступио у Пети пук дринске дивизије и уз повлачење преко Албније стигао на Крф 1917. године.

## Војна каријера
Изабран је у ратно војно ваздухопловство и упућен у Француску гдје је у Кротоу на Ламаншу завршио школу летења. Усавршио је летење на двосједу и ловачком једносједу и био ратни пилот на Солунском фронту, 521. ескадрили (прва српска ескадрила). Уз прекоманду је укупно имао 183 сата ратног лета, а за ратне војне заслуге је одликован Медаљом за храброст Милош Обилић, Француским ратним крстом и Бугарским официрским крстом Свети Александар. Носилац је албанске споменице, а у Другом свјетском рату је био у чину резервног ваздухопловног мајора.
У надахнутој поеми „Две нас војске гледају“ књижевник Младен Ст. Ђуричић описује борбу и храброст ваздухопловног ђака-наредника Орестија Крстића који је по задатку на старом двокрилцу донио команди снимке непријатељских положаја.

## Шумарски посао
Послије рата је као државни питомац завршио шумарство на Високој школи за воде и шуме у Нансију и добио диплому са овјером Генералне дирекције за воде и шуме Министарства пољопривреде Француске (3. септембар 1921. године). У шумарству је службовао прво у Глини годину дана, затим у Тетову двије године и у Скопљу од 1929. године као секретар, а затим директор Дирекције шума. Од 1929. до 1931. је био предсједник Општине Тетово, а затим до 1934. савјетник у Дирекцији шума у Скопљу и у истом звању у Министарству шума и руда у Београду до почетка Другог свјетског рата.
У шумарству се Орестије Крстић успјешно бавио пошумљавањем голети динарског краса, уређивањем шума, планинских пашњака и сувати, проучавањем високопланинских пашњака француских и швајцарских алпа, уређивањем односа шумарства и сточарства, рјешавањем имовинско-правних односа у шумарству итд.

## Други свјетски рат и послије
Од 1941. до 1950. године је без службе, а у том времену, четири године послије рата, проводи на издржвању казне због припадности покрету Драже Михаиловића у својству предсједника Националног комитета за јужну Србију. Казну је издржао на изградњи шумског камионског пута у Дечанима и на шумском радилишту предузећа „Кукавица“ из Лесковца, на сјециштима, на пројектовању и изградњи шумских путева и рижа, на пошумљавању Влајне, Боровњака, Бугарске сечине итд.
Од 1950. године је поново службовао, прво у савезном, па у републичком институту за економику пољопривреде. Преминуо је 25. јуна 1966. године, годину дана послије пензионисања.

## Породица
Орестије је био ожењен и имао је два сина. Његови синови Ђурица и Угљеша били су током рата били припадници Југословенскe војске у отаџбини.

## Рад
За собом је оставио велики број научних и стручних радова. Објављивао је „Шумарском листу“, Загреб од 1921. до 1941. године, дневној и ревијалној штампи. У "Политици" је објавио више друштвено актуелних и стручних чланака о шумарству Македоније и Старе Србије, о приликама по ослобођењу од турске власт, печалби и домаћој радиности, о воћарству и задругама, о пастирима номадима и безводној Галичици. Значајни су му прилози о туризму, а основао је прва планинарска и туристичка друштва и Савез за унапређење туризма Македоније. Више година је биона челу туристичког друштва „Југ“ у Скопљу. Основао је скијашки центар Попова Шапка и предложио да највиши врх Шаре, Турчин, буде преименован у Александров врх.
Орестије Крстић је један из најужег одбора оснивача Српског аеро-клуба (1921), касније Аеро-клуб Југославије, чији је био дугогодишњи генерални секретари и главни уредник листа „Наша Крила“ од 1936. до 1941. године.
Крстић је био члан Југословенског шумарског удружења и члан управе Подружнице ЈШУ у Скопљу и Београду. Од 1936. до 1941. године је главни и одговорни уредник листа „Шумарски гласник“, органа Друштва шумарских званичника (лугара). У овом листу је објавио преко педесет радова стручне и популарне тематике, а на насловној страни „Шумарског гласника“ број 1 из 1937. године објављује своју познату Молитву шуме. Занимљиво је како се Крстић у чланку „Улога народног учитеља у пропаганди шумарства“ обраћа учитељима: „Народни учитељи, помозите шумаре у њиховом тешком задатку, на њиховом трновитом задатку за опште добро нашег народа и дајте дјеци да науче Молитву шума.. Тако моли шума, дивна, велика, дубока и прекрасна шума југословенске земље." Занимљиво је, такође, да уредник Крстић моји сваког читаоца да научи Молитву шуме и да је достави учитељима и свештеницима који ће разумјети и проширити апел. Молитва је заиста кориштена и временом су настале различите верзије овог текста.

## Молитва шуме
Човече ! Ја сам топлина твог огњишта
у хладним зимским ноћима, пријатељски хлад

по летњем сунцу. - Ја сам слеме твоје

куће, даска на твојој трпези, постеља на којој

спаваш и дрво од кога градиш лађе. - Ја

сам држалица твоје мотике, врата твог обора,

дрво твоје колевке и мртвачког сандука. -

Ја сам хлебац доброте и цвеће лепоте.

Слушај молитву моју:

Не унуштавај ме!
Животно дјело Орестија Крстића је „Планински и шумарски пашњаци Југославије“, објављено 1956. године. на 655 страна са 156 фотографија. Од стране Републичког савета за просвету и културу дјело је оцијењено као изузетан научни рад, а Задужбина Николе Спасића је Крстића наградило са 120.000 динара.